# Szano Tosikazu
Szano Tosikazu (佐野敏一; Hepburn: Toshikazu Sano; Ibaraki, 1940. október 11. – 2000.) japán nemzetközi labdarúgó-játékvezető. Angol írással Toshikazu Sano.

## Pályafutása

### Nemzetközi játékvezetés
A Japán labdarúgó-szövetség Játékvezető Bizottsága (JB) terjesztette fel nemzetközi játékvezetőnek, a Nemzetközi Labdarúgó-szövetség (FIFA) 1981-től tartotta nyilván bírói keretében. Több nemzetek közötti válogatott és klubmérkőzést vezetett, vagy működő társának partbíróként segített. Az aktív nemzetközi játékvezetéstől 1989-ben a FIFA 50 éves korhatárát elérve búcsúzott.

#### Világbajnokság
Ausztrália a 3. U20-as, az 1981-es ifjúsági labdarúgó-világbajnokságot, Chile a 6. U20-as, az 1987-es ifjúsági labdarúgó-világbajnokságot rendezte, ahol a FIFA JB bírói szolgálatra vette igénybe.

##### 1981-es ifjúsági labdarúgó-világbajnokság
| Időpont          | Helyszín                     | Mérkőzés típusa        | Mérkőzés       | Eredmény | Nézők száma |
| ---------------- | ---------------------------- | ---------------------- | -------------- | -------- | ----------- |
| 1981. október 3. | Sport Ground Stadion, Sydney | selejtező (D. csoport) | Anglia–Kamerun | 2 – 0    | 15 814      |

##### 1987-es ifjúsági labdarúgó-világbajnokság
| Időpont           | Helyszín                    | Mérkőzés típusa        | Mérkőzés                                     | Eredmény | Nézők száma |
| ----------------- | --------------------------- | ---------------------- | -------------------------------------------- | -------- | ----------- |
| 1987. október 17. | Városi Stadion, Antofagasta | selejtező (D. csoport) | Amerikai Egyesült Államok–Nyugat-Németország | 1 – 2    | 3500        |

A világbajnoki döntőhöz vezető úton Spanyolországba a XII., az 1982-es labdarúgó-világbajnokságra, Mexikóba a XIII., az 1986-os labdarúgó-világbajnokságra és Olaszországba a XIV., az 1990-es labdarúgó-világbajnokságra a FIFA JB bíróként alkalmazta. Előselejtező mérkőzéseket az AFC és az OFC  zónában vezetett.

##### 1982-es labdarúgó-világbajnokság
| Időpont             | Helyszín                 | Mérkőzés típusa           | Mérkőzés             | Eredmény |
| ------------------- | ------------------------ | ------------------------- | -------------------- | -------- |
| 1981. március 19.   | Városi Stadion, Rijád    | előselejtező (2. csoport) | Bahrein–Szíria       | 1 – 0    |
| 1981. március 28.   | Városi Stadion, Rijád    | előselejtező (2. csoport) | Szaúd-Arábia–Bahrein | 1 – 0    |
| 1981. szeptember 24 | Központi Stadion, Peking | döntő csoport             | Kína–Új-Zéland       | 0 – 0    |

##### 1986-os labdarúgó-világbajnokság
| Időpont          | Helyszín                | Mérkőzés típusa                                      | Mérkőzés           | Eredmény |
| ---------------- | ----------------------- | ---------------------------------------------------- | ------------------ | -------- |
| 1985 március 29. | Városi Stadion, Bangkok | döntő csoportok (B. zóna-, 2. csoport-, 2. mérkőzés) | Thaiföld–Indonézia | 0 – 1    |

##### 1990-es labdarúgó-világbajnokság
| Időpont           | Helyszín                  | Mérkőzés típusa                         | Mérkőzés           | Eredmény |
| ----------------- | ------------------------- | --------------------------------------- | ------------------ | -------- |
| 1989. február 10. | Nemzeti Stadion, Bagdad   | előselejtező 1. csoport (2. mérkőzés)   | Irak–Katar         | 2 – 2    |
| 1989. május 27.   | Dongdaemun Stadion, Szöul | előselejtező (4. csoport-, 1. mérkőzés) | Dél-Korea–Malájsia | 3 – 0    |

##### Olimpia
Az 1984. évi nyári olimpiai játékok labdarúgó tornáján a FIFA JB játékvezetőként foglalkoztatta.
| Időpont            | Helyszín                                      | Mérkőzés típusa        | Mérkőzés         | Eredmény | Nézők száma |
| ------------------ | --------------------------------------------- | ---------------------- | ---------------- | -------- | ----------- |
| 1984. augusztus 3. | Navy-Marine Corps Memorial Stadion, Annapolis | selejtező (B. csoport) | Irak–Jugoszlávia | 2 – 4    | 24 430      |

## Szakmai sikerek
1991-ben a nemzetközi játékvezetés hírnevének erősítése, hazájában 10 éve a legmagasabb Ligában (osztályban) folyamatosan tevékenykedő, eredményes pályafutása elismeréseként, a FIFA JB felterjesztésére az 1965-ben alapított International Referee Special Award címmel és oklevéllel tüntette ki.